# اولسیا پووه
اولسیا پووه (اوکراینی: Олеся Повх؛ ۱۸ اکتبر ۱۹۸۷ – ) دونده، و ورزشکار دو و میدانی اهل اوکراین بود.
وی در مسابقات کشوری و بین‌المللی در مجموع برندهٔ ۳ مدال طلا، ۲ مدال نقره، ۲ مدال برنز شده‌است.